# Rafael Forns y Romans

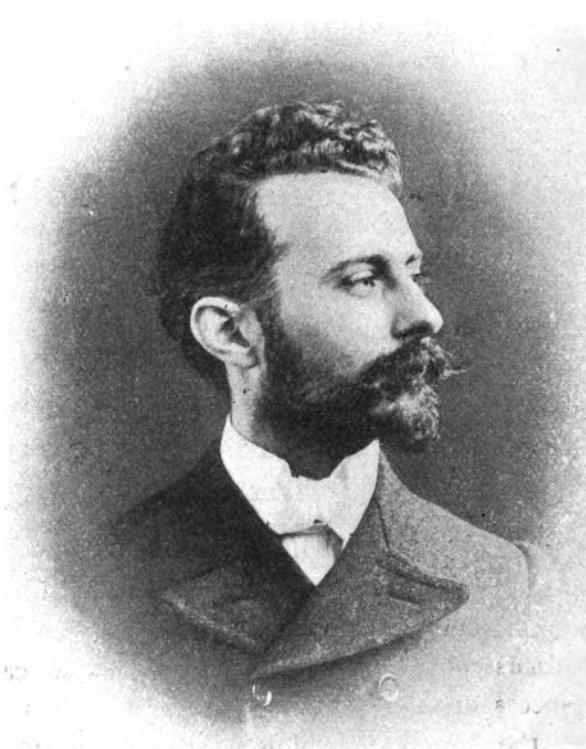
Retrato de Rafael Forns

Rafael Forns y Romans (Cuevas de Vinromá, 12 de diciembre de 1868-Madrid, 15 de mayo de 1939) fue un pintor paisajista español, incluido en la escuela impresionista valenciana, que también ejerció como médico y pedagogo desde su cátedra de Higiene de la Facultad de Medicina de San Carlos de Madrid.

## Juventud
Perteneciente a una familia de médicos catalanes, Rafael es enviado por su padre a Barcelona en 1881, donde estudia Medicina y Farmacia. Acude también a las clases de dibujo y modelado de Rosendo Nobas, clases que abandona por motivos de salud, optando por la práctica de la pintura al aire libre. Pinta marinas que expone y vende en el "Bazar del Liceo".

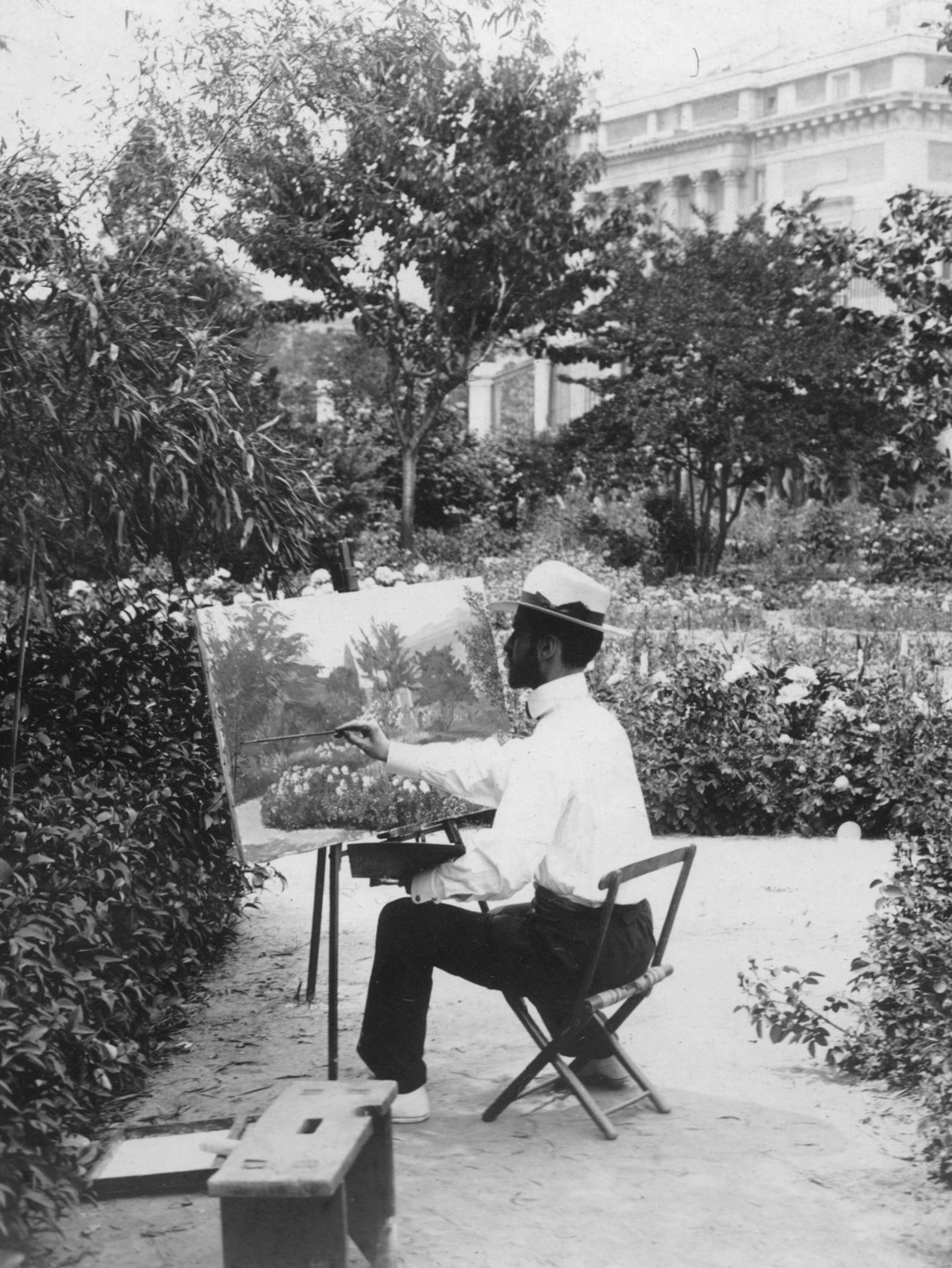
Forns pintando en el Jardín Botánico de Madrid hacia 1895.

En 1892 gana una plaza de médico en la Clínica de San Carlos en Madrid. Se instala en la capital, donde contrae matrimonio con Aurora Quadras, ahijada del doctor José de Letamendi,  quien le introduce en los círculos artísticos y literarios. Participa en todas las Exposiciones Nacionales de Bellas Artes, y aprovecha su asistencia a numerosos congresos médicos internacionales para pintar vistas de París, Londres o Bruselas, donde toma contacto directo con el impresionismo .

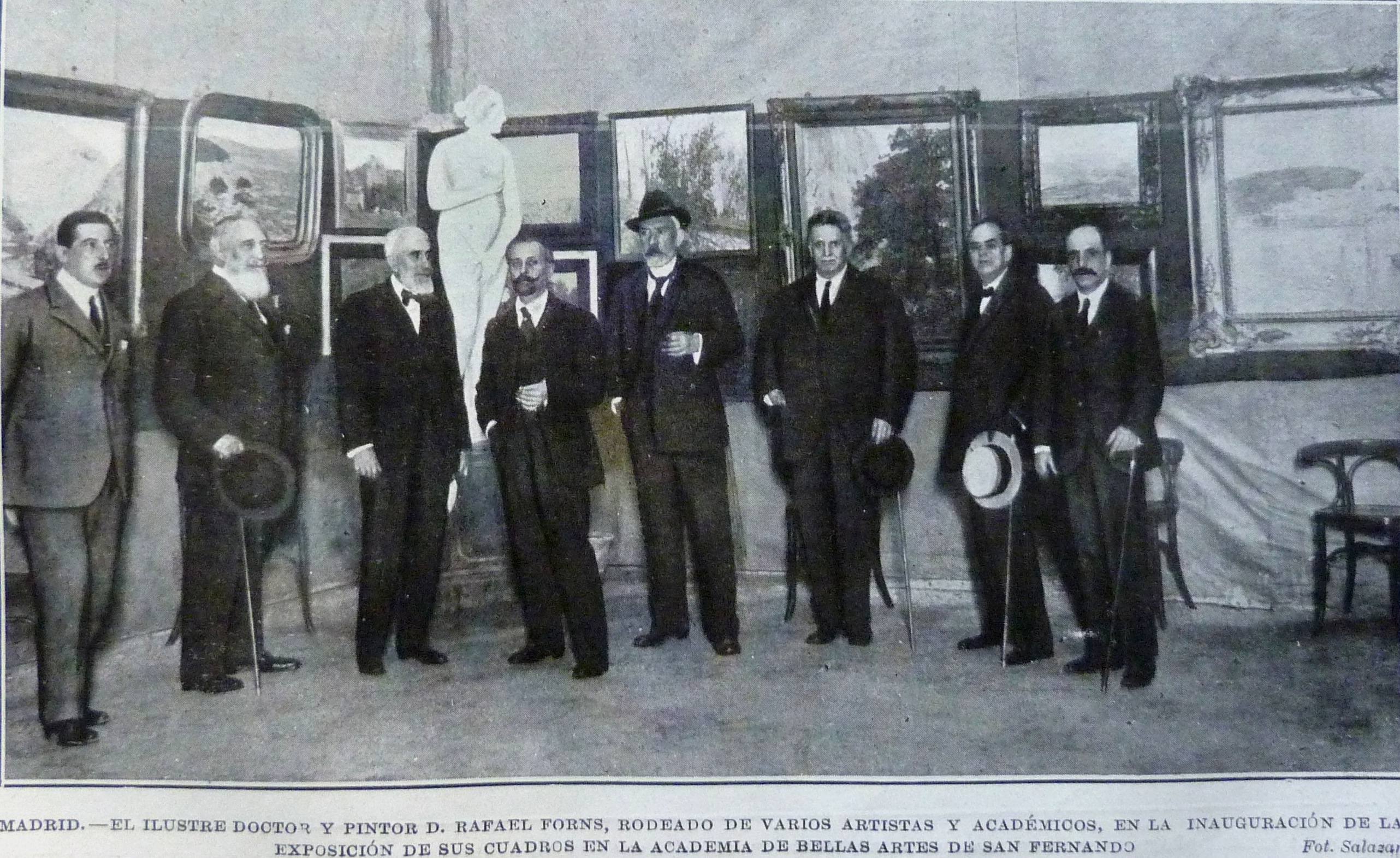
Rafael Forns (cuarto desde la izquierda) rodeado de artistas y académicos en la inauguración de su exposición en la Real Academia de Bellas Artes de San Fernando. A su derecha, con sombrero, el pintor Cecilio Plá. El primero de la izquierda es Francisco Pérez Dolz. Fotografía publicada en la revista Nuevo Mundo el 14 de mayo de 1920.

## Dedicación exclusiva a la pintura
Tras la muerte de su padre en 1913, abandona casi en su totalidad la práctica de la medicina. Continúa su labor pedagógica desde la cátedra de Higiene, obtenida en 1908. Pinta, viajando por España y el extranjero, e instala su estudio y su vivienda en la Casa de Iván de Vargas, junto a la madrileña plaza del Cordón, adquirida en 1912. Allí le visitan numerosos amigos artistas —entre ellos los pintores Sorolla, Cecilio Plá y Anglada Camarasa— que le instan a mostrar públicamente su obra. También recibe a la joven Rosa Chacel, con la que mantiene una larga amistad , y a Francesc Macià (el 19 de agosto de 1931).

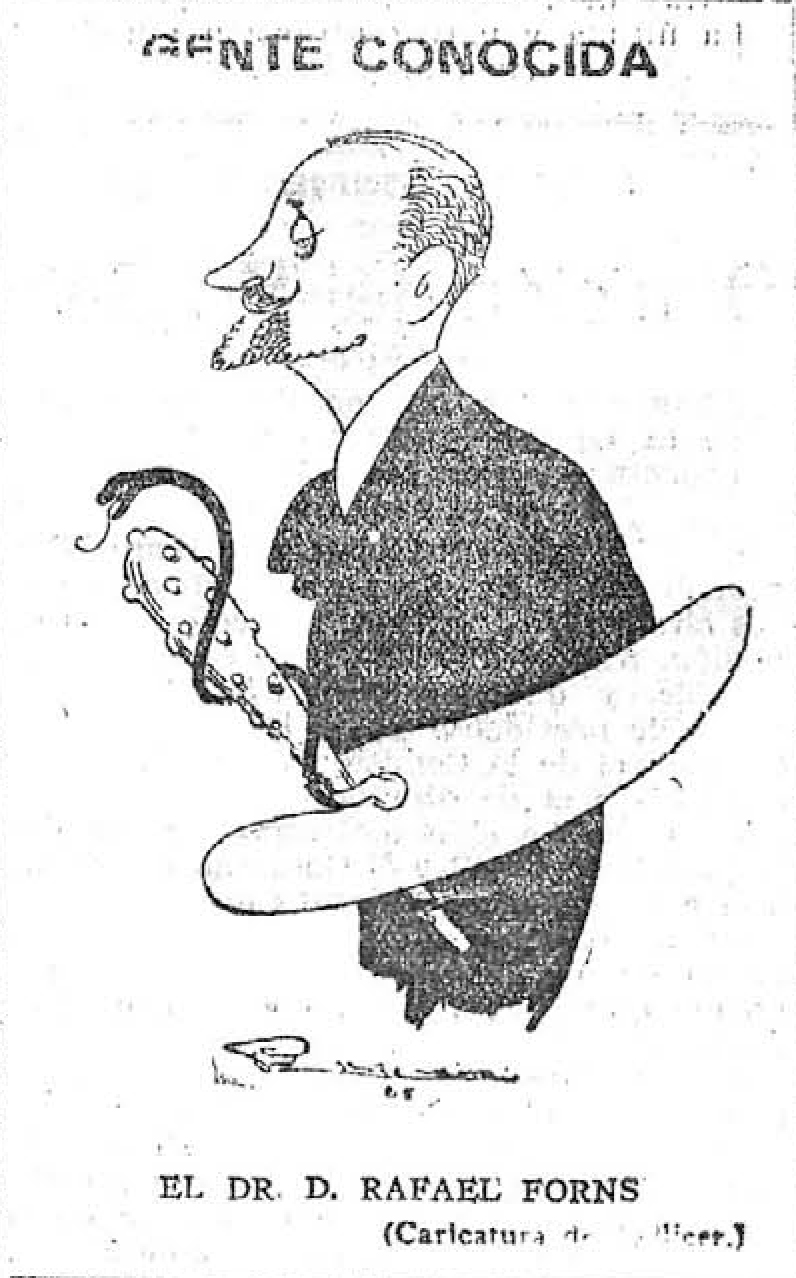
Caricaturizado por Pellicer para las páginas del periódico madrileño El Imparcial (1925)

En 1917 es elegido presidente de la sección de pintura del Círculo de Bellas Artes de Madrid, y en 1918 inaugura su primera exposición individual simultáneamente en Barcelona y en Valencia, mostrando su obra más reciente. Luego le siguen otras en Bilbao, Figueras, Madrid. Buenos Aires y Nueva York. Participa en colectivas en Londres, París y Venecia. En 1929 gana la tercera medalla de pintura en la Exposición Internacional de Barcelona.
El Museo del Prado adquiere, por 4000 pesetas, el cuadro El Viaducto de la calle Segovia de 120x110 cm, premiado con la Tercera Medalla en la Exposición Nacional de Bellas Artes, con destino al Museo de Arte Moderno.  
Durante la Guerra Civil permanece en la capital, falleciendo pocos días después del final de la contienda, el 15 de mayo de 1939. En su testamento deja un extenso legado al Museo de Bellas Artes de Castellón.
En 1937 había sido sancionado por el gobierno republicano y declarado en situación de jubilado forzoso. El 20 de junio de 1939 le es retirado, post mortem, el título de catedrático.

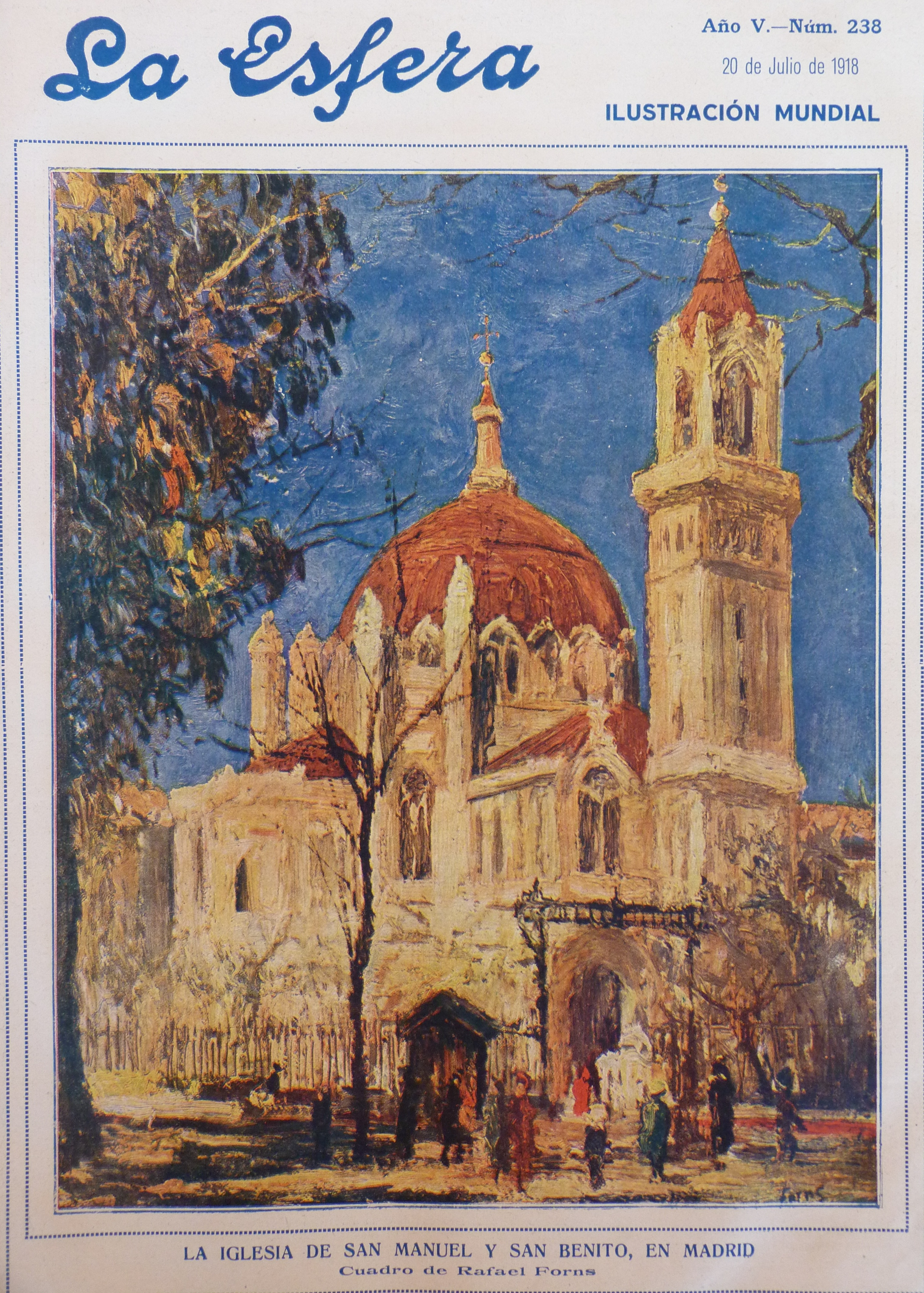
Portada de La Esfera del 20 de julio de 1918 con el cuadro Iglesia de San Manuel y San Benito, de Rafael Forns.

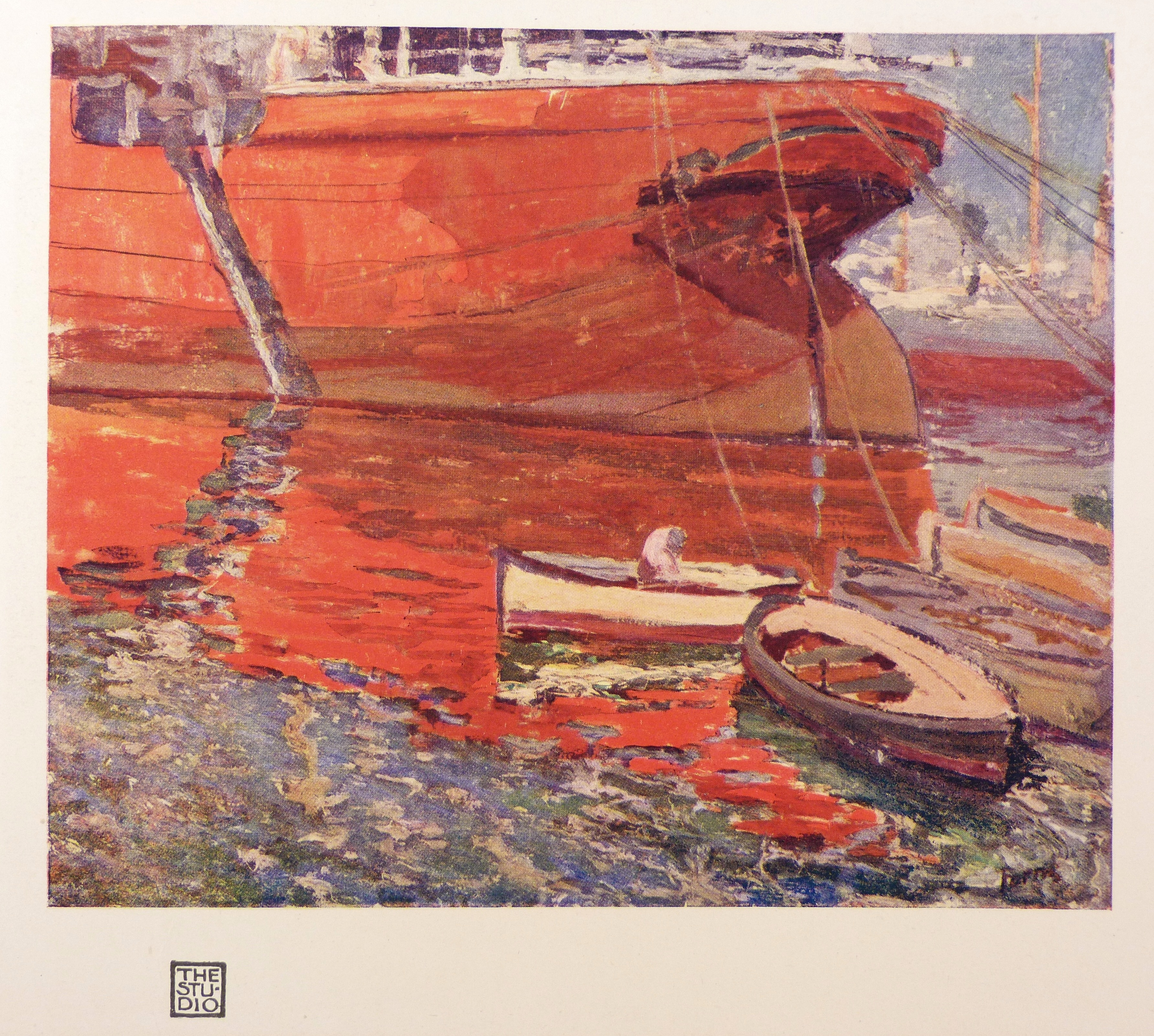
El barco rojo, Barcelona ca.1915 (reproducido en la revista The Studio, en el número de agosto de 1920).

## Características de su pintura
Rafael Forns es un paisajista que, tras iniciarse en un naturalismo próximo a Carlos de Haes, aprende directamente las técnicas de los grandes impresionistas y neoimpresionistas franceses. Teniendo como referentes a Pissarro, Sisley, Renoir y Monet, desarrolla un estilo particular que se transforma según los diferentes tipos de luz de los lugares donde pinta, obteniendo sus mejores logros en sus vistas urbanas. Se autodefine como "luminista", y considera que el dibujo debe estar totalmente subordinado al color.

## Exposiciones individuales
- 1918. Galerías Layetanas, Barcelona.
- Salones de La Juventud Artística, Valencia.
- 1919. Salón Delclaux, Bilbao.
- Sala de la Societat de Concerts, Cadaqués.
- Buenos Aires. Tal vez en la Sala Witcomb o en la Galería Castillo. La información de esta muestra la da el historiador J. Gascó Sidro en Archivo de Arte Valenciano n.º XLVII, 1976; Bernardino de Pantorba en Historia de las Exposiciones Nacionales, y la biografía de Forns en Diccionario Enciclopédico Espasa-Calpe.
- 1920. Academia de Bellas Artes de San Fernando, Madrid.
- Sala Parés, Barcelona.
- 1921. Nueva York (se desconoce la galería); La noticia la escribe J. Blanco Coris en el Heraldo de Madrid (27 de octubre de 1920).
- 1970. Galería Quixote, Madrid.

## Exposiciones colectivas
- 1892. Desde este año y hasta 1934 concurre a casi todas las Exposiciones Nacionales de Bellas Artes, obteniendo menciones honoríficas en 1904, 1906 y 1908, y tercera medalla en 1920 y en la Internacional de 1929.
- 1893. "Impresiones de viaje", Círculo de Bellas Artes, Madrid.
- 1913. "Exposición de Arte Español", Buenos Aires, Río de Janeiro y Sao Paulo, organizadas por José Pinelo Llull.
- 1919." Arte Español Contemporáneo", Petit Palais, París.
- "Exposición Internacional de Pintura, Escultura y Grabado", Santander.
- "Exposición Hispano-francesa de Bellas Artes", Zaragoza.
- 1920. "Exhibition of Spanish Painting", Royal Academy, Londres.
- "Exposició d'Art", Real Círculo Artístico, Barcelona
- 1921. Exposición de grupo, Círculo de Bellas Artes, Madrid.
- 1924. Pabellón Español, Exposición Internacional de Venecia.
- 1929. Exposición Internacional, Barcelona.
- 1988. "El mar en la Pintura Valenciana", Edificio del Reloj, Valencia.
- 1996. "Del Regionalismo al Modernismo", Museo de Bellas Artes, Valencia; Casa de la Cultura, Altea; Salas de la Diputación de Castellón; Llotja del Peix, Alicante.
- 1998. “Tipos y paisajes”. Museo de Bellas Artes de Valencia.
- 2001. "A la Playa. El mar como tema de modernidad en la pintura española". Fundación Mapfre Vida, Madrid.
- 2014." Impresionismo Valenciano", Salas del Ayuntamiento de Valencia.
- 2016. “Del ocaso de los grandes maestros a la Juventud Artística. Valencia 1912-1927 (Año Pinazo)”. MUVIM; Museo Valenciano de la Ilustración de y la Modernidad, Valencia.

## Museos
Hay obra suya catalogada en los siguientes museos:
- Museo Nacional del Prado, Madrid. Cuadro adquirido en 1920 con destino al Museo de Arte Moderno. Pintura del siglo XIX en el Museo del Prado. Catálogo general, Madrid, 2015. Número de catálogo I1148. Registro M.A.M 57-F.
- Museo de Bellas Artes, Valencia.
- Museo Provincial de Bellas Artes, Castellón.
- Museo de Arte Moderno, Barcelona (verificado cuando el museo se encontraba en el Parque de la Ciudadela). Catálogo del Museu d’Art Modern, Barcelona, 1987, vol. 1, pp. 399 y 400. Números de catálogo 878 y 879. (Actualmente, estos dos cuadros no figuran en los archivos del museo).
- Real Academia de Bellas Artes de San Fernando, Madrid (Número de inventario 968).
- Círculo de Bellas Artes de Madrid (colgado en las oficinas).